# 안키세스

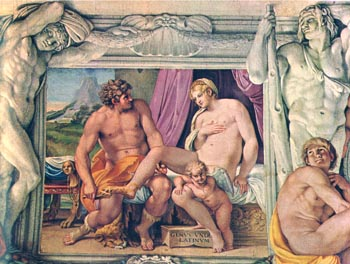
아프로디테와 안키세스.

안키세스 또는 앙키세스(고대 그리스어: Ἀγχίσης)는 그리스 신화에서 여신 아프로디테(로마 신화에서는 베누스)의 연인으로 인간 남성의 몸으로 여신과 관계를 가지고 아이네이아스의 아버지가 된 인물이다.

## 여신의 애인
안키세스는 카퓌스와 라오메돈의 누이 테미스테 사이에서 태어났다. 그는 트로이아의 주변국인 다르다니에의 왕자였는데 여신 아프로디테가 그에게 반해서 인간의 모습으로 변신하여 그를 유혹했다고 한다. 안키세스와 아프로디테는 거의 14일을 이다 산에서 사랑을 했고 안키세스는 자신의 연인이 여신인 것을 몰랐다가 나중에 아프로디테가 아이네이아스를 낳고 나서야 그녀가 여신인 것을 알았다고 한다.
고대의 주석가들은 안키세스에게는 에리오피스라는 부인이 있었다고 한다. 에리오피스와 안키세스 사이에서 태어난 아이가 히포다메이아로 추정되는데 그녀는 알카토오스와 결혼했다.
한편 안키세스는 자신이 여신과 동침한 사실을 떠벌리고 다니다가 제우스의 미움을 샀고 제우스가 던진 벼락에 맞아 왼쪽 발을 절게 되었다.

## 아이네이아스의 아버지
안키세스는 외삼촌인 트로이아의 왕 라오메돈의 말을 돌보는 일을 했는데 라오메돈의 신성한 말에 자신의 암말을 붙여 신성한 말의 혈통을 이어받게 했다. 그는 암말들에게 태어난 망아지를 라오메돈 몰래 빼돌렸는데 이 여섯마리의 말들중 두 마리를 아들 아이네이아스에게 주었다. 라오메돈의 신성한 말은 제우스가 가니메데스를 납치한 것에 대한 보상으로 트로스에게 준 불사의 말이었다.
트로이아 전쟁에서 트로이아가 잿더미가 되자 아들 아이네이아스는 트로이아를 탈출하는데 불구자인 아버지를 등에 업고 어린 아들 아스카니우스를 데리고 떠났다. 아이네이아스는 수년간의 유랑을 하는데 안키세스는 유랑생활 도중에 시칠리아에서 죽었고 그곳에 묻혔다.

## 같이 보기
- 카즈산